# قلعة هايدلبرغ
قلعة هايدلبرغ (بالإنجليزية: Heidelberg Castle) هي حطام ومعلم رئيسي في هايدلبرغ، ألمانيا. تعدّ أطلال القلعة من بين أهم هياكل عصر النهضة في شمال جبال الألب.
اُعيد بناء القلعة جزئيًا فقط منذ هدمها في القرنين السابع والثامن عشر. وهي تقع على ارتفاع 80 مترًا (260 قدمًا) في أعلى الجزء الشمالي من جبل كونيغستوهل، ما يجعلها ممتدة على مركز وسط المدينة القديم. يتم الوصول إليها عبر محطة قطار على سكة حديد هايدلبرغر بيرغبان الجبلية المائلة، والتي تمتد من كورنماركت في هايدلبرغ إلى قمة جبل كونيغستوهل.
بُني أقدم هيكل للقلعة قبل عام 1214 ثم توسعت لاحقًا إلى قلعتين في حوالي عام 1294؛ ومع ذلك، في عام 1537، دمر القسم العلوي من القلعة جراء صاعقة برقية. تم توسيع الهياكل الحالية بحلول عام 1650، قبل حدوث الأضرار الناجمة عن الحروب والحرائق اللاحقة. في عام 1764، تسببت صاعقة أخرى باندلاع حريق أدّى إلى تدمير بعض الأجزاء التي أعيد بناؤها.

## التاريخ

### قبل الهدم

#### التاريخ المُبكر
ذُكرت قلعة هايدلبرغ لأول مرة في عام 1196 باسم «هايدلبرش». في عام 1155، تقلّد كونراد من هوهنشتاوفن منصب الكونت بالاتيني من قِبَل أخيه غير الشقيق فريدرش الأول بربروسا، وأصبحت المنطقة تعرف باسم البالاتينات الانتخابية. لم يُذكر أي على أن مقر إقامة كونراد الرئيسي كان في شلوسبيرغ (كاسل هيل) المعروفة باسم جيتنبول. اسم جيتنبول مشتق من من اسم العرّابة جيتا، الذي قيل بأنها كانت تعيش هناك. وهي أيضًا مرتبطة بنافورة وولفسبرونين (نبع الذئب) وهايدينلوش (بئر هيثين). تم ذكر وجود قلعة في هايدلبرغ (باللاتينية: castrum in Heidelberg cum burgo ipsius castri) لأول مرة في عام 1214، عندما تلقى الملك لويس الأول دوق بافاريا من عائلة فيتلسباخ رسالة من إمبراطور هوهنشتاوفن فريدريش الثاني. كان آخر ذكر للقلعة في عام 1294. في وثيقة أخرى تم ذكر القلعة الأخير في عام 1303، وتم ذكر وجود قلعتين لأول مرة:
- القلعة العلوية على جبل كلاينر غايسبرغ، بالقرب من فندق مولكينكور اليوم (دمرت عام 1537)؛
- القلعة السفلية في جيتنبول (موقع القلعة الحالي).[6]

كل ما يُعرف عن تأسيس القلعة السفلية هو أنها بُنيت في وقت ما بين 1294 و 1303. تم العثور على أقدم السجلات الموثقة عن قلعة هايدلبرغ خلال القرن السابع عشر:
- سجلات «المكنز البيكتواري» لمستشار الكنيسة البالاتينية ماركوس زوم لامب (عام 1559 حتى عام 1606)؛
- سجلات «أناليس أكاديميك هايدلبرغنسيس» لأمين مكتبة هايدلبرغ الأستاذ بيثوبويوس (من عام 1587)؛
- سجلات «أوريجينوم بالاتيناروم كومينتاريوس» لماركوارد فريهر (عام 1599)؛
- سجلات «تايتشه رايسبوخ» لمارتن زيلر (ستراسبورغ عام 1632، ثم أعيد طبعها في عام 1674 تحت عنوان «إتينيراريوم جيرماني»

جميع هذه السجلات عامة في الغالب ولا تحتوي على الكثير من المعلومات. في عام 1615، ذُكر على نقش طوبوغرافيا بالاتيناتوس ريني لمانهاوس ميريان بأن الأمير لودفيغ قد «بدأ في بناء قلعة جديدة منذ مئة عام أو أكثر». تستند معظم أوصاف القلعة حتى القرن الثامن عشر إلى معلومات ميريان. تحت قيادة روبريخت الأول، أقيمت كنيسة المحكمة في جيتنبول.

#### قلعة الملوك
عندما أصبح روبرشت ملك ألمانيا في عام 1401، كانت القلعة صغيرة جدًا لدرجة أنه عند عودته من مراسم تتويجه، اضطر إلى التخييم في دير أوغستينين، في موقع ساحة الجامعة اليوم. رغب الملك بمساحة أكبر لحاشيته والمحكمة من أجل إثارة إعجاب ضيوفه، وأيضًا من أجل إقامة دفاعات إضافية لتحويل القلعة إلى حصن.
بعد وفاة روبريخت في عام 1410، تم تقسيم أرضه بين أبنائه الأربعة. تم إعطاء البالاتينات، قلب أراضيه، إلى الابن الأكبر لويس الثالث. كان لويس الثالث كان ممثل الإمبراطور والقاضي الأعلى، ومن هذا المنصب، بعد مجمع كونستانس في عام 1415 وبأمر من الإمبراطور سيغيسموند، قام باحتجاز الملك المخلوع يوحنا الثالث والعشرين قبل نقله إلى برغ إيشلشايم (مانيم-ليندنهوف اليوم).

في زيارة إلى هايدلبرغ في عام 1838، استمتع المؤلف الفرنسي فيكتور هوغو أثناء تجواله بين أنقاض القلعة. لخص عوغو تاريخ القلعة في هذه الرسالة:
دعني أتحدث عن القلعة (فإنه ضروري للغاية، وكان يجب على أن أبدأ بها بالفعل). يا لها من أزمنة قد مرت بها هذه القلعة! فهي منذ خمسمئة عام كانت ضحية لكل ما هزّ أوروبا، والآن قد انهارت تحت وطأتها. لأن قلعة هايدلبرغ هذه تُعتبر مقر إقامة الكونت بالاتيني، الذي كان مسؤولًا فقط أمام الملوك والأباطرة والباباوات، الذين انحنوا لأهواءهم، لكنه لم يستطع رفع رأسه دون الدخول في صراع معهم، وذلك، في رأيي، لأن قلعة هايدلبرغ اتخذت دائمًا موقفًا معارضًا تجاه الأقوياء. في حوالي عام 1300، أي في وقت تأسيسها، من خلال عملية تمثيل مدينة ثيفا؛ كانت القلعة تحت حكم الكونت رودولف والإمبراطور لويس، هؤلاء الإخوة المنحطون تمامًا مثل إيتوكليس وبولينيسيس (ابني أوديب المتحاربان)، إلى أن بدأ الأمير لويس في شق طريقه إلى السلطة. في عام 1400، قام بالاتين روبريخت الثاني، بدعم من ثلاثة أمراء من رينيش، بخلع الإمبراطور فينسيسلاوس واحتلال منصبه؛ بعد 120 سنة، أي في عام 1519، رُزق الكونت بالاتين فريدريش الثاني بتشارلز الأول، الذي أصبح لاحقًا إمبراطور إسبانيا تشارلز الخامس.